# Manuel Ruiz Valarino
Manuel Ruiz Valarino (Valencia, 1866 - Alicante, 1921) fue un militar y político de la Comunidad Valenciana, España, hijo de Trinitario Ruiz Capdepón y hermano de Vicente y Trinitario. Militar de carrera de la Armada, era capitán de corbeta, pero abandonó el empleo para dedicarse a la política. Como sus hermanos, fue miembro del Partido Liberal Demócrata de Manuel García Prieto, y fue elegido diputado por el distrito electoral de Orihuela en las elecciones de 1910, 1914, 1916 y 1918. Entre 1916 y 1918 fue gobernador civil de Álava, y más tarde lo fue de Toledo y de las Islas Baleares.